# Luc Proulx
Pour les articles homonymes, voir Proulx.
Luc Proulx est un acteur québécois né le 10 février 1951.

## Filmographie

### Cinéma
- 1984 : Le Crime d'Ovide Plouffe : prisonnier
- 1987 : Un zoo la nuit : Cook
- 1990 : Une histoire inventée : personnage d'Othello
- 1990 : Le Party : Julien
- 1991 : Amoureux fou de Robert Ménard : médecin
- 1991 : Tu ne tueras pas de Marie Fortin (moyen métrage)
- 1991 : Interval
- 1992 : Tirelire, combines et cie : M. Morin
- 1992 : L'Automne sauvage : Raymond Gauthier
- 1992 : La Fenêtre : Gilbert
- 1992 : Coyote : le père de Chomi
- 1993 : Second Souffle
- 1994 : C'était le 12 du 12 et Chili avait les blues : homme à la tasse de café
- 1996 : La Forêt et le bûcheron : bûcheron
- 1996 : L'Oreille d'un sourd : Roland
- 1998 : Le Cœur au poing : Ben Miracle
- 1999 : Appelez-moi Alex
- 1999 : Full blast : père de Steph
- 2000 : La Veuve de Saint-Pierre : client du café
- 2000 : Les Fantômes des Trois Madeleine
- 2001 : 15 février 1839 : Simon Payeur
- 2002 : Asbestos : Ti-Claude Duquette
- 2002 : La Turbulence des fluides : Réal
- 2002 : Séraphin : Un homme et son péché : Hector Brochu
- 2003 : Les Immortels : Rochon
- 2004 : Bonzaïon
- 2004 : Le bonheur c'est une chanson triste
- 2004 : Leo (court métrage)
- 2005 : Le Facteur poulpe : concierge
- 2006 : Un dimanche à Kigali : père Louis
- 2006 : Histoire de famille : Robert Gagné (père)
- 2009 : Le Bonheur de Pierre : Méo
- 2011 : Gerry : Georges Boulet, le père de Gerry et Denis Boulet
- 2015 : Notre-Dame-des-Monts : un sans-abri
- 2017 : Les Affamés : Réal
- 2018 : Dérive de David Uloth : employeur
- 2020 : Les Vieux Chums de Claude Gagnon : Marcel

### Télévision
- 1976 : La Petite Patrie : client d'une taverne
- 1991 : Lance et compte : Le moment de vérité
- 1991 : Les Naufragés du Labrador : opérateur radio
- 1993 : Blanche : monsieur Ladouceur
- 1993: Sous un ciel variable: Guy Jalbert
- 1995 : Les grands procès : gardien charpentier
- 1998 : Bouscotte : Borromée Bérubé (1998-1999)
- 2002 : Tabou : Gilles Huot
- 2002 : Lance et compte : Nouvelle Génération : Maurice Nadeau
- 2002 : Trudeau : René Lévesque
- 2004 : Smash : Gaston Lapoffe, un ami de l'auberge
- 2004 : Le Bonheur c'est une chanson triste
- 2004 : Lance et compte : La Reconquête : Maurice Nadeau
- 2016 : District 31 : François Milot